# Danh sách video của Christina Aguilera

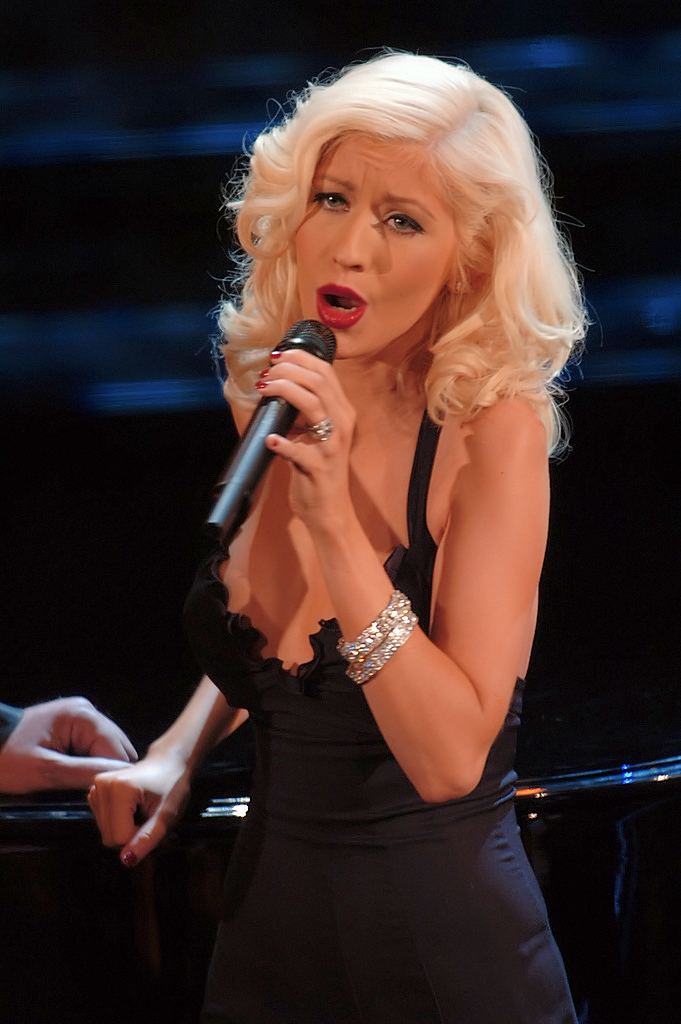
Christina Aguilera biểu diễn tại Liên hoan Âm nhạc Sanremo (2006) tại Ý.

Nữ ca sĩ-người viết bài hát người Mỹ Christina Aguilera đã xuất hiện trên rất nhiều video âm nhạc và DVD. Danh sách video của cô bao gồm 32 video âm nhạc và 4 video album. 

## Video âm nhạc
| Tựa đề                                                   | Năm  | Đạo diễn                              | Nguồn  |
| -------------------------------------------------------- | ---- | ------------------------------------- | ------ |
| "Reflection"                                             | 1998 | Tony Bancroft                         | [ 1 ]  |
| "Genie in a Bottle"                                      | 1999 | Diane Martel                          | [ 2 ]  |
| "Genio Atrapado"                                         | 1999 | Diane Martel                          | [ 2 ]  |
| "What a Girl Wants"                                      | 1999 | Diane Martel                          | [ 3 ]  |
| "The Christmas Song (Chestnut Roasting on an Open Fire)" | 1999 | Doug Biro, Clare Davies               | [ 4 ]  |
| "I Turn to You"                                          | 2000 | Rupert C. Almont                      | [ 5 ]  |
| "Por Siempre Tú"                                         | 2000 | Rupert C. Almont                      | [ 5 ]  |
| "Come on Over Baby (All I Want Is You)"                  | 2000 | Paul Hunter                           | [ 6 ]  |
| "Ven Conmigo (Solamente Tú)"                             | 2000 | Paul Hunter                           | [ 6 ]  |
| "Pero Me Acuerdo De Ti"                                  | 2000 | Kevin G. Bray                         | [ 7 ]  |
| "Nobody Wants to Be Lonely" (với Ricky Martin)           | 2001 | Wayne Isham                           | [ 8 ]  |
| "Lady Marmalade" (với Pink, Lil' Kim & Mýa)              | 2001 | Paul Hunter                           | [ 9 ]  |
| "Dirrty" (hợp tác với Redman)                            | 2002 | David LaChapelle                      | [ 10 ] |
| "Beautiful"                                              | 2002 | Jonas Åkerlund                        | [ 11 ] |
| "Fighter"                                                | 2003 | Floria Sigismondi                     | [ 12 ] |
| "Can't Hold Us Down" (hợp tác với Lil' Kim)              | 2003 | David LaChapelle                      | [ 13 ] |
| "The Voice Within"                                       | 2003 | David LaChapelle                      | [ 14 ] |
| "Car Wash" (hợp tác với Missy Elliott)                   | 2004 | Rich Newey                            | [ 15 ] |
| "Tilt Ya Head Back" (với Nelly)                          | 2004 | Little X                              | [ 16 ] |
| "Ain't No Other Man"                                     | 2006 | Bryan Barber                          | [ 17 ] |
| "Hurt"                                                   | 2006 | Floria Sigismondi, Christina Aguilera | [ 18 ] |
| "Tell Me" (với Diddy)                                    | 2006 | Erik White                            | [ 19 ] |
| "Candyman"                                               | 2007 | Matthew Rolston, Christina Aguilera   | [ 20 ] |
| "Keeps Gettin' Better"                                   | 2008 | Peter Berg                            | [ 21 ] |
| "Not Myself Tonight"                                     | 2010 | Hype Williams                         | [ 22 ] |
| "You Lost Me"                                            | 2010 | Anthony Mandler                       | [ 23 ] |
| "Moves Like Jagger" (với Maroon 5)                       | 2011 | Jonas Åkerlund                        | [ 24 ] |
| "Your Body"                                              | 2012 | Melina Matsoukas                      | [ 25 ] |